# Eleições regionais no País Basco em 2009
As eleições regionais no País Basco em 2009 foram realizadas a 1 de Março e, serviram para eleger os 75 deputados ao Parlamento Regional. As eleições realizaram-se em simultâneo com as eleições regionais na Galiza. Seria a primeira vez que eleições para duas das "regiões históricas" de Espanha - ou seja, as que compreendem a Andaluzia, a Catalunha, a Galiza e o próprio País Basco - se realizariam em simultâneo, algo que se tornou numa convenção não escrita nos anos seguintes, com as eleições bascas e galegas a realizarem-se simultaneamente em 2012, 2016 e 2020.
As eleições bascas de 2009 foram as primeiras a serem realizadas sem qualquer candidatura eleitoral importante da esquerda abertzale, depois das organizações anteriores - o Partido Comunista das Terras Bascas e a Ação Nacionalista Basca  - terem sido proibidas em Setembro de 2008 devido às suas alegadas ligações à ETA e ao partido ilegal Herri Batasuna. No início de Fevereiro de 2009, dois grupos políticos formados por membros da esquerda abertzale para concorrer às eleições, Demokrazia Hiru Milioi e Askatasuna, foram impedidos de concorrer às eleições pelo Supremo Tribunal e pelo Tribunal Constitucional. Em resposta, a esquerda abertzale pediu aos seus eleitores que recorressem ao voto nulo, tanto em protesto contra as decisões dos tribunais como para tentar impedir o voto tático a favor de Juan José Ibarretxe, do Partido Nacionalista Basco (PNV), ou no Eusko Alkartasuna.
O resultado das eleições representam uma reviravolta histórico, uma vez que os partidos nacionalistas bascos perderam a sua maioria parlamentar pela primeira vez em 30 anos,abrindo caminho a um governo não liderado pelo PNV. O Partido Socialista do País Basco - Esquerda Basca (PSE-EE), liderado por Patxi López, conquistou mais sete lugares em relação a 2005 e passou a ter 25 deputados, o que constituiu o melhor resultado de sempre dos socialistas bascos. O Partido Popular (PP), que mudou de liderança menos de um ano antes das eleições, quando a anterior líder María San Gil se demitiu por divergências com a liderança nacional de Mariano Rajoy, voltou a perder votos e deputados. O novo partido União, Progresso e Democracia (UPyD), fundado em 2007 pela antiga deputada do PSOE e ministra regional Rosa Díez, conseguiu eleger um deputado. Entretanto, os anteriores parceiros de coligação do PNV, Eusko Alkartasuna (EA) e Esquerda Unida (IU), sofreram uma dura derrota eleitoral, com ambos os líderes dos partidos a perderem o seu lugar no parlamento e a demitirem-se como consequência.
O PSE formou um governo minoritário com Patxi Lõpez a tornar-se o primeiro Lehendakari não-nacionalista desde 1979, através de um acordo parlamentar com o PP. Embora ambos os partidos tenham forjado uma aliança difícil no País Basco desde o final da década de 1990, apesar da sua rivalidade nacional, este constituiria o acordo mais significativo alcançado entre os dois partidos a qualquer nível da administração.

## Resultados Oficiais
| Partido                 | Partido                                           | Votos     | %               | +/-    | Deputados | +/-    |
| ----------------------- | ------------------------------------------------- | --------- | --------------- | ------ | --------- | ------ |
|                         | Partido Nacionalista Basco                        | 399 600   | 38,14 / 100,00  | -      | 30 / 75   | 8      |
|                         | Partido Socialista do País Basco - Esquerda Basca | 318 112   | 30,36 / 100,00  | 7,85   | 25 / 75   | 7      |
|                         | Partido Popular                                   | 146 148   | 13,95 / 100,00  | 3,32   | 13 / 75   | 2      |
|                         | Aralar                                            | 62 514    | 5,97 / 100,00   | 3,66   | 4 / 75    | 3      |
|                         | Eusko Alkartasuna                                 | 38 198    | 3,65 / 100,00   | -      | 1 / 75    | 6      |
|                         | Esquerda Unida                                    | 36 373    | 3,47 / 100,00   | 1,86   | 1 / 75    | 2      |
|                         | União, Progresso e Democracia                     | 22 233    | 2,12 / 100,00   | Novo   | 1 / 75    | Novo   |
|                         | Outros                                            | 13 018    | 1,23 / 100,00   |        | 0 / 75    |        |
| Votos Inválidos         | Votos Inválidos                                   | 112 501   | 9,89 / 100,00   | 8,82   |           |        |
| Total                   | Total                                             | 1 148 697 | 100,00 / 100,00 |        | 75 / 75   |        |
| Eleitorado/Participação | Eleitorado/Participação                           | 1 776 059 | 64,68 / 100,00  | 3,32   |           |        |
| Fonte                   | Fonte                                             | [ 17 ]    | [ 17 ]          | [ 17 ] | [ 17 ]    | [ 17 ] |

## Resultados por Províncias
| Província  | %     | D   | %      | D      | %     | D  | %     | D   | %    | D  | %    | D  | %    | D    | D  | Votantes  |
| Província  | PNV   | PNV | PSE-EE | PSE-EE | PP    | PP | ARA   | ARA | EA   | EA | IU   | IU | UPyD | UPyD | D  | Votantes  |
| ---------- | ----- | --- | ------ | ------ | ----- | -- | ----- | --- | ---- | -- | ---- | -- | ---- | ---- | -- | --------- |
| Álava      | 30,02 | 8   | 31,17  | 9      | 21,11 | 6  | 4,34  | 1   | 3,46 | -  | 3,31 | -  | 3,93 | 1    | 25 | 161 518   |
| Biscaia    | 41,10 | 12  | 30,25  | 8      | 13,92 | 4  | 4,19  | 1   | 2,90 | -  | 3,41 | -  | 1,86 | -    | 25 | 632 070   |
| Guipúscoa  | 36,49 | 10  | 30,18  | 8      | 10,46 | 3  | 10,18 | 2   | 5,17 | 1  | 3,66 | 1  | 1,73 | -    | 25 | 355 109   |
| País Basco | 38,14 | 30  | 30,36  | 25     | 13,95 | 13 | 5,97  | 4   | 3,65 | 1  | 3,47 | 1  | 2,12 | 1    | 75 | 1 148 697 |

### Álava
| Partido                 | Partido                                           | Votos   | %               | +/-  | Deputados | +/-  |
| ----------------------- | ------------------------------------------------- | ------- | --------------- | ---- | --------- | ---- |
|                         | Partido Socialista do País Basco - Esquerda Basca | 47 523  | 31,17 / 100,00  | 5,87 | 9 / 25    | 2    |
|                         | Partido Nacionalista Basco                        | 45 767  | 30,02 / 100,00  | -    | 8 / 25    | 2    |
|                         | Partido Popular                                   | 32 188  | 21,11 / 100,00  | 4,64 | 6 / 25    | 1    |
|                         | Aralar                                            | 6 613   | 4,34 / 100,00   | 2,85 | 1 / 25    | 1    |
|                         | União, Progresso e Democracia                     | 5 990   | 3,93 / 100,00   | Novo | 1 / 25    | Novo |
|                         | Eusko Alkartasuna                                 | 5 280   | 3,46 / 100,00   | -    | 0 / 25    | 2    |
|                         | Esquerda Unida                                    | 5 053   | 3,31 / 100,00   | 1,61 | 0 / 25    | 1    |
|                         | Outros                                            | 2 247   | 1,48 / 100,00   |      | 0 / 25    |      |
| Votos Inválidos         | Votos Inválidos                                   | 10 857  | 6,79 / 100,00   | 5,64 |           |      |
| Total                   | Total                                             | 161 518 | 100,00 / 100,00 |      | 25 / 25   |      |
| Eleitorado/Participação | Eleitorado/Participação                           | 248 231 | 65,07 / 100,00  | 4,18 |           |      |

### Biscaia
| Partido                 | Partido                                           | Votos   | %               | +/-  | Deputados | +/-  |
| ----------------------- | ------------------------------------------------- | ------- | --------------- | ---- | --------- | ---- |
|                         | Partido Nacionalista Basco                        | 241 732 | 41,10 / 100,00  | -    | 12 / 25   | 2    |
|                         | Partido Socialista do País Basco - Esquerda Basca | 177 875 | 30,25 / 100,00  | 7,05 | 8 / 25    | 2    |
|                         | Partido Popular                                   | 81 837  | 13,92 / 100,00  | 3,55 | 4 / 25    | 1    |
|                         | Aralar                                            | 24 639  | 4,19 / 100,00   | 2,63 | 1 / 25    | 1    |
|                         | Esquerda Unida                                    | 20 080  | 3,41 / 100,00   | 2,10 | 0 / 25    | 1    |
|                         | Eusko Alkartasuna                                 | 17 033  | 2,90 / 100,00   | -    | 0 / 25    | 1    |
|                         | União, Progresso e Democracia                     | 10 916  | 1,86 / 100,00   | Novo | 0 / 25    | Novo |
|                         | Outros                                            | 8 015   | 1,37 / 100,00   |      | 0 / 25    |      |
| Votos Inválidos         | Votos Inválidos                                   | 49 943  | 7,98 / 100,00   | 6,91 |           |      |
| Total                   | Total                                             | 632 070 | 100,00 / 100,00 |      | 25 / 25   |      |
| Eleitorado/Participação | Eleitorado/Participação                           | 952 844 | 66,34 / 100,00  | 1,57 |           |      |

### Guipúscoa
| Partido                 | Partido                                           | Votos   | %               | +/-   | Deputados | +/-     |
| ----------------------- | ------------------------------------------------- | ------- | --------------- | ----- | --------- | ------- |
|                         | Partido Nacionalista Basco                        | 112 101 | 36,49 / 100,00  | -     | 10 / 25   | 4       |
|                         | Partido Socialista do País Basco - Esquerda Basca | 92 714  | 30,18 / 100,00  | 10,04 | 8 / 25    | 3       |
|                         | Partido Popular                                   | 32 123  | 10,46 / 100,00  | 2,76  | 3 / 25    | Estável |
|                         | Aralar                                            | 31 262  | 10,18 / 100,00  | 6,25  | 2 / 25    | 1       |
|                         | Eusko Alkartasuna                                 | 15 885  | 5,17 / 100,00   | -     | 1 / 25    | 3       |
|                         | Esquerda Unida                                    | 11 240  | 3,66 / 100,00   | 1,55  | 1 / 25    | Estável |
|                         | União, Progresso e Democracia                     | 5 327   | 1,73 / 100,00   | Novo  | 0 / 25    | Novo    |
|                         | Outros                                            | 2 756   | 0,90 / 100,00   |       | 0 / 25    |         |
| Votos Inválidos         | Votos Inválidos                                   | 51 701  | 14,72 / 100,00  | 13,69 |           |         |
| Total                   | Total                                             | 355 109 | 100,00 / 100,00 |       | 25 / 25   |         |
| Eleitorado/Participação | Eleitorado/Participação                           | 574 984 | 61,76 / 100,00  | 5,86  |           |         |